# Š
Š, š (S с гачеком) — буква расширенной латиницы. Обозначает звук [ʃ]. Соответствует букве Ш в алфавитах, основанных на кириллице (русском, украинском, белорусском, сербском и др.).

## История
Первоначально буква была введена в чешский алфавит примерно в 1406 году Яном Гусом («Чешская орфография»). В 1830 году Людевит Гай («Краткая основа хорвато-славянского правописания») на базе латиницы для хорватского языка создал новый алфавит («гаевица»), в котором, в числе прочих букв, была и буква Š. В дальнейшем хорватская гаевица вместе с буквой Š была заимствована другими народами — Боснии и Герцеговины, Сербии, Словении, Черногории. Буква Š присутствует и в алфавите словацкого языка.
В 1832 году датский языковед Расмус Раск на базе латиницы разработал алфавит для северносаамского языка, содержащий букву Š.
В «Грамматике литовского языка» 1901 года Йонас Яблонскис опубликовал обновлённый литовский алфавит, в который также была добавлена буква «Š».
В 1920-е годы переработке подвергся белорусский латинский алфавит. В числе прочих изменений, вместо польского обозначения «SZ» для шипящей [Ш] была введена буква Š.
В первой половине XX века буква Š появляется и в латышском алфавите.
В эстонском и, изредка, в финском языках буква Š присутствует в заимствованных словах: например, эст. šokolaad («шоколад», эстонский язык),  фин. šakki («шахматы», финский язык).
С 1989 по 2007 год буква Š присутствовала в алфавите ливвиковского диалекта карельского языка. Новый единый алфавит, введённый с 2007 года, для всех диалектов карельского языка также содержит букву Š.
В 2007 году был также утверждён новый алфавит вепсского языка, содержащий букву Š.